# Varmárfell
Varmárfell är en kulle i republiken Island. Den ligger i regionen Suðurland, 180 km öster om huvudstaden Reykjavík. Toppen på Varmárfell är 776 meter över havet, eller 207 meter över den omgivande terrängen. Bredden vid basen är 3,4 km.
Trakten runt Varmárfell är nära nog obefolkad, med mindre än två invånare per kvadratkilometer. Det finns inga samhällen i närheten. Trakten runt Varmárfell består i huvudsak av gräsmarker.